# La Récréation de juillet
Pour plus de détails, voir Fiche technique et Distribution.
La Récréation de juillet est une comédie dramatique française réalisée par Pablo Cotten et Joseph Rozé et sortie en 2024,.

## Synopsis
D'anciens amis se réunissent dans un collège en juillet après la mort de la sœur de l'un d'entre eux.

## Fiche technique
- Titre : La Récréation de juillet
- Réalisation et scénario : Pablo Cotten et Joseph Rozé
- Musique : Kids Return
- Photographie : Tara-Jay Bangalter
- Son : Charlie Cabocel, Rym Debbrarh-Mounir et Vincent Verdoux
- Montage : Sanabel Cherquaoui et Lila Desiles
- Production : Antoine Playoust, Nicolas Tzipine et Martin Playoust
  - Production associée : Servane Fournier
- Société de production : Cowboys films
- Société de distribution : Wayna Pitch (France)
- Pays de production :  France
- Langue originale : français
- Format : couleur — 16 mm[3] — 1,66:1 — son 5.1
- Genre : comédie dramatique
- Durée : 80 minutes
- Dates de sortie :
  - États-Unis : 6 juin 2024 (festival du film de Tribeca)
  - France : 10 juillet 2024

## Distribution
- Andranic Manet : Gaspard
- Alassane Diong : Adel
- Alba Gaïa Bellugi : Lou
- Carla Audebaud : Esther
- Nina Zem : Alma
- Arcadi Radeff : Anthony
- Noée Abita : Louise (voix)
- Matthieu Rozé : le proviseur
- Florence Loiret Caille : Mme Correl
- Philippe Cotten : M. Clairiot